# Робін А Мо-Сантос
Робін А Мо-Сантос  (англ. Robyn Ah Mow-Santos, 15 вересня 1975) — американська волейболістка, олімпійська медалістка.

## Виступи на Олімпіадах
| Олімпіада   | Дисципліна | Місце |
| ----------- | ---------- | ----- |
| Сідней 2000 | волейбол   | 4     |
| Афіни 2004  | волейбол   | =5    |
| Пекін 2008  | волейбол   | 2     |